# Wallace (Idaho)
Wallace é uma cidade localizada no estado americano de Idaho, no Condado de Shoshone.

## Demografia
Segundo o censo americano de 2000, a sua população era de 960 habitantes.
Em 2006, foi estimada uma população de 907, um decréscimo de 53 (-5.5%).

## Geografia
De acordo com o United States Census Bureau tem uma área de
2,3 km², dos quais 2,3 km² cobertos por terra e 0,0 km² cobertos por água. Wallace localiza-se a aproximadamente 904 m acima do nível do mar.

## Localidades na vizinhança
O diagrama seguinte representa as localidades num raio de 28 km ao redor de Wallace.